# RTK家族Ⅲ
第三类受体酪氨酸激酶（英語：Receptor tyrosine kinases class III，简称RTK家族Ⅲ），也称为血小板衍生生长因子受体家族（PDGF receptor family）是受體酪氨酸激酶中的一类。
包括有PDGFRα、PDGFRβ、C-KIT、CSF1R和FLT3。